# 上野沙耶
上野 沙耶（うえの さや、英語: Saya Ueno、1994年4月10日 - ）は、日本の元フィギュアスケート選手（女子シングル）。兵庫県明石市出身。大阪薫英女学院中学校・高等学校卒業。関西大学商学部卒業。

## 経歴
大阪薫英女学院中学校・高等学校卒業。関西大学商学部在学中。
2008-09シーズン、全日本ジュニア選手権に出場し15位、2009-10シーズン、同選手権を棄権するが、国民体育大会少年女子で優勝する。2010-11シーズン、3度目の出場となった全日本ジュニア選手権で6位に入賞し、初出場となった全日本選手権では25位に終わった。
2011-12シーズン、ISUジュニアグランプリシリーズに参戦しJGPワルテル・ロンバルディ杯に出場し10位となった。4度目の出場となった全日本ジュニア選手権では17位に終わる。2012-13シーズン、2年ぶりの出場となった全日本選手権では17位となった。
2013-14シーズン、ユニバーシアードで5位に入賞、全日本選手権で14位となり国民体育大会では成年女子で優勝を果たした。2014-15シーズンの全日本選手権で16位、2015-16シーズンの全日本選手権で19位となった。

## 主な戦績
| 大会/年              | 2008-09 | 2009-10 | 2010-11 | 2011-12 | 2012-13 | 2013-14 | 2014-15 | 2015-16 | 2016-17 |
| -------------------- | ------- | ------- | ------- | ------- | ------- | ------- | ------- | ------- | ------- |
| 全日本選手権         |         |         | 25      |         | 17      | 14      | 16      | 19      | 26      |
| 冬季ユニバーシアード |         |         |         |         |         | 5       |         |         |         |
| 全日本Jr.選手権      | 15      | 棄権    | 6       | 17      |         |         |         |         |         |
| JGP W.ロンバルディ杯 |         |         |         | 10      |         |         |         |         |         |

### 詳細
| 2016-2017 シーズン    |                                              |          |    |      |
| 開催日                | 大会名                                       | SP       | FS | 結果 |
| 2016年12月22日 - 25日 | 第85回全日本フィギュアスケート選手権（門真） | 26 47.38 | -  | 26   |

| 2015-2016 シーズン    |                                              |          |          |           |
| 開催日                | 大会名                                       | SP       | FS       | 結果      |
| 2015年12月24日 - 27日 | 第84回全日本フィギュアスケート選手権（札幌） | 16 55.05 | 19 92.01 | 19 147.06 |

| 2014-2015 シーズン    |                                              |          |          |           |
| 開催日                | 大会名                                       | SP       | FS       | 結果      |
| 2014年12月25日 - 28日 | 第83回全日本フィギュアスケート選手権（長野） | 16 51.81 | 18 88.88 | 16 140.69 |

| 2013-2014 シーズン    |                                                  |          |          |           |
| 開催日                | 大会名                                           | SP       | FS       | 結果      |
| 2013年12月20日 - 23日 | 第82回全日本フィギュアスケート選手権（さいたま） | 12 54.27 | 15 97.65 | 14 151.92 |
| 2013年12月9日 - 15日  | ユニバーシアード冬季競技大会（トレンティーノ）   | 2 55.79  | 6 90.42  | 5 146.21  |

| 2012-2013 シーズン    |                                              |          |          |           |
| 開催日                | 大会名                                       | SP       | FS       | 結果      |
| 2012年12月20日 - 24日 | 第81回全日本フィギュアスケート選手権（札幌） | 15 48.29 | 18 86.38 | 17 134.67 |

| 2011-2012 シーズン    |                                                          |          |          |           |
| 開催日                | 大会名                                                   | SP       | FS       | 結果      |
| 2011年11月25日 - 27日 | 第80回全日本フィギュアスケートジュニア選手権（八戸）     | 18 42.54 | 17 75.65 | 17 118.19 |
| 2011年10月5日 - 9日   | ISUジュニアグランプリ ワルテル・ロンバルディ杯（ミラノ） | 10 43.09 | 12 71.21 | 10 114.30 |

| 2010-2011 シーズン    |                                                            |         |         |          |
| 開催日                | 大会名                                                     | SP      | FS      | 結果     |
| 2010年12月24日 - 27日 | 第79回全日本フィギュアスケート選手権（長野）               | 25 40.8 | -       | 25 40.8  |
| 2010年11月26日 - 28日 | 第79回全日本フィギュアスケートジュニア選手権（ひたちなか） | 4 48.86 | 9 87.89 | 6 136.75 |

| 2008-2009 シーズン    |                                                        |          |          |           |
| 開催日                | 大会名                                                 | SP       | FS       | 結果      |
| 2008年11月23日 - 24日 | 第77回全日本フィギュアスケートジュニア選手権（名古屋） | 17 42.30 | 15 75.24 | 15 117.54 |

## プログラム使用曲
| シーズン  | SP                                                                                        | FS                                                                             | EX                                                      |
| --------- | ----------------------------------------------------------------------------------------- | ------------------------------------------------------------------------------ | ------------------------------------------------------- |
| 2016-2017 | Papa, Can You Hear Me? 映画『愛のイエントル』より 作曲：ミシェル・ルグラン                | 映画『ニューシネマパラダイス』より 作曲：エンニオ・モリコーネ                  |                                                         |
| 2015-2016 | メモリー ミュージカル『キャッツ』より 作曲：アンドルー・ロイド・ウェバー 振付：阿部奈々美 | 映画『SAYURI』サウンドトラックより 作曲：ジョン・ウィリアムズ 振付：阿部奈々美 |                                                         |
| 2014-2015 | 白鳥の湖 作曲：ピョートル・チャイコフスキー 振付：岩本英嗣                                | 映画『SAYURI』サウンドトラックより 作曲：ジョン・ウィリアムズ 振付：阿部奈々美 | バモス・ア・バイラー 曲：ジプシー・キングス             |
| 2013-2014 | 映画『シェルブールの雨傘』より 作曲：ミシェル・ルグラン                                   | 序奏とロンド・カプリチオーソ 作曲：カミーユ・サン＝サーンス                    | 映画『シェルブールの雨傘』より 作曲：ミシェル・ルグラン |
| 2012-2013 | 映画『シェルブールの雨傘』より 作曲：ミシェル・ルグラン                                   | アディオス・ノニーノ 作曲：アストル・ピアソラ                                  |                                                         |
| 2011-2012 | バモス・ア・バイラー 曲：ジプシー・キングス                                               | ピアノ協奏曲第2番 作曲：セルゲイ・ラフマニノフ 振付:ジェフリー・バトル         | リベルタンゴ 作曲：アストル・ピアソラ                   |
| 2010-2011 | リベルタンゴ 作曲：アストル・ピアソラ                                                     |                                                                                |                                                         |